# Delphinium exaltatum
Delphinium exaltatum (укр. Дельфіній височезний) — вид рослини родини жовтецеві.

## Назва
В англійській мові має назву «високий дельфінум» (англ. tall larkspur).

## Будова
Рослина досягає висоти 1,8 м. Влітку квітне суцвіттями з великою кількістю синіх чи рожевих квітів. Листя розсічене прикореневе. Усі частини рослини отруйні.

## Поширення та середовище існування
Зростає на сході США.

## Практичне використання
Вирощується як декоративна рослина.

## Галерея

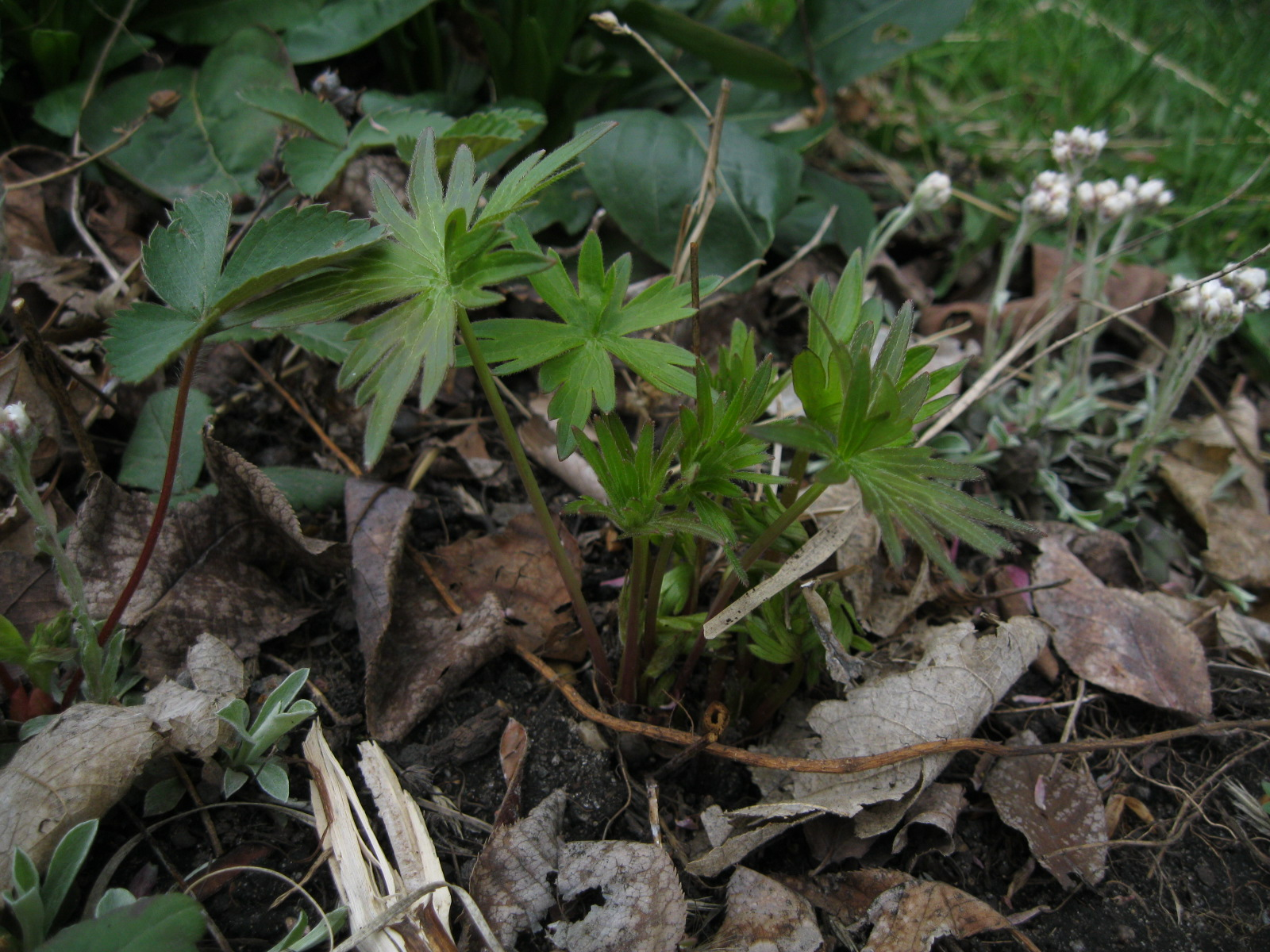
Листя
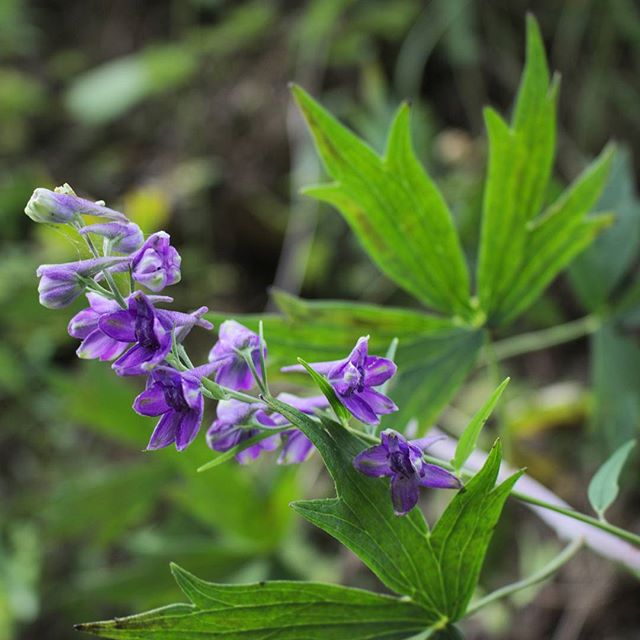
Квіти